# Liste der Buchten in Kolumbien
Die folgende Liste enthält die Meeresbuchten in Kolumbien, aufgelistet im Gegenuhrzeigersinn (beginnend bei der Grenze zu Venezuela und endend bei der Grenze zu Ecuador).
Durch Klick auf das Symbol in der Koordinatenspalte können die Buchten auf einer interaktiven Karte angezeigt werden.
| Name                         | Meer    | Departamento                                        | Koordinaten |
| ---------------------------- | ------- | --------------------------------------------------- | ----------- |
| Golf von Venezuela           | Karibik | La Guajira — Zulia (Venezuela) — Falcón (Venezuela) | ⊙           |
| Bahía de Cocinetas           | Karibik | La Guajira — Zulia                                  | ⊙           |
| Bahía Tukakas                | Karibik | La Guajira                                          | ⊙           |
| Bahía Hondita                | Karibik | La Guajira                                          | ⊙           |
| Bahía Honda                  | Karibik | La Guajira                                          | ⊙           |
| Bahía Portete                | Karibik | La Guajira                                          | ⊙           |
| Bahía Concha                 | Karibik | Magdalena                                           | ⊙           |
| Bahía de Taganga             | Karibik | Magdalena                                           | ⊙           |
| Bahía de Santa Marta         | Karibik | Magdalena                                           | ⊙           |
| Bahía Gaira                  | Karibik | Magdalena                                           | ⊙           |
| Bahía de Cartagena de Indias | Karibik | Bolívar                                             | ⊙           |
| Bahía Barbacoas              | Karibik | Bolívar                                             | ⊙           |
| Golf von Morrosquillo        | Karibik | Sucre — Córdoba                                     | ⊙           |
| Bahía Arboletes              | Karibik | Córdoba — Antioquia                                 | ⊙           |
| Bahía Sabanilla              | Karibik | Antioquia                                           | ⊙           |
| Golf von Urabá               | Karibik | Antioquia — Chocó                                   | ⊙           |
| Bahía Colombia               | Karibik | Antioquia                                           | ⊙           |
| Bahía Marirrío               | Karibik | Antioquia                                           | ⊙           |
| Bahía Candelaria             | Karibik | Antioquia                                           | ⊙           |
| Bahía Severa                 | Karibik | Antioquia — Chocó                                   | ⊙           |
| Bahía de Triganá             | Karibik | Chocó                                               | ⊙           |
| Golf von Darién              | Karibik | Córdoba — Antioquia — Chocó — Guna Yala (Panama)    | ⊙           |
| Bahía de San Andrés          | Karibik | San Andrés und Providencia                          | ⊙           |
| Bahía de Humboldt            | Pazifik | Chocó                                               | ⊙           |
| Bahía Aguacate u Octavia     | Pazifik | Chocó                                               | ⊙           |
| Golf von Cupica              | Pazifik | Chocó                                               | ⊙           |
| Bahía Cupica                 | Pazifik | Chocó                                               | ⊙           |
| Bahía Chirichiri             | Pazifik | Chocó                                               | ⊙           |
| Bahía Nabugá                 | Pazifik | Chocó                                               | ⊙           |
| Bahía El Fondiadero          | Pazifik | Chocó                                               | ⊙           |
| Bahía Solano                 | Pazifik | Chocó                                               | ⊙           |
| Golf von Tribugá             | Pazifik | Chocó                                               | ⊙           |
| Bahía de Málaga              | Pazifik | Valle del Cauca                                     | ⊙           |
| Bahía de Buenaventura        | Pazifik | Valle del Cauca                                     | ⊙           |
| Bahía Guapi                  | Pazifik | Nariño                                              | ⊙           |
| Bahía de Tumaco              | Pazifik | Nariño                                              | ⊙           |
| Bahía Ancón de Sardinas      | Pazifik | Nariño — Esmeraldas (Ecuador)                       | ⊙           |

- Karte mit allen Koordinaten:
- OSM |
- WikiMap